# Яньтань
Яньта́нь (кит. упр. 沿滩, пиньинь Yántān) — район городского подчинения городского округа Цзыгун провинции Сычуань (КНР).

## История
В 1939 году был создан город Цзыгун. В 1953 году 20 волостей районов Цзылюцзин, Даань и Цзыгун были выделены в отдельный Пригородный район (郊区). В 1959 году он был расширен за счёт части территорий уездов Жунсянь, Фушунь и Ибинь. В 1983 году Пригородный район был переименован в район Яньтань.

## Административное деление
Район Яньтань делится на 11 посёлков и 2 волости.